# نيكلاس بيكمان
نيكلاس بيكمان (بالسويدية: Niklas Backman)‏ (13 نوفمبر 1988 فيستيروس السويد - ) هو لاعب كرة قدم سويدي، يلعب كمدافع.

## روابط خارجية
- نيكلاس بيكمان على موقع الاتحاد الأوربي (الإنجليزية)
- نيكلاس بيكمان على موقع اتحاد السويد (السويدية)
- نيكلاس بيكمان على موقع قاعدة بيانات كرة القدم.إي يو (الإنجليزية)
- نيكلاس بيكمان على موقع ناشيونال فوتبول تيمز (الإنجليزية)
- نيكلاس بيكمان على موقع Soccerway.com (الإنجليزية)
- نيكلاس بيكمان على موقع AS.com (الإسبانية)